# Комитет Палаты представителей США по вопросам судопроизводства

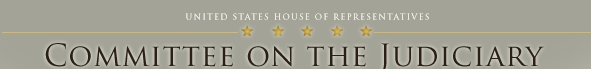
Комитет Палаты представителей по судебным делам в США

Комитет Палаты представителей по вопросам судопроизводства в США, также известный как Судебный комитет Палаты представителей США, является постоянным комитетом Палаты представителей США. Ему поручено осуществлять надзор за отправлением правосудия в федеральных судах, административных учреждениях и федеральных правоохранительных органах. Судебный комитет также является комитетом, ответственным за отставку федеральных чиновников. Из-за юридического характера надзора члены комитета обычно имеют юридическое образование, но это не обязательно.
На 118-м конгрессе председателем Комитета является республиканец Джим Джордан из Огайо, а главой меньшинства демократ Джерральд Надлер из Нью-Йорка.

## История

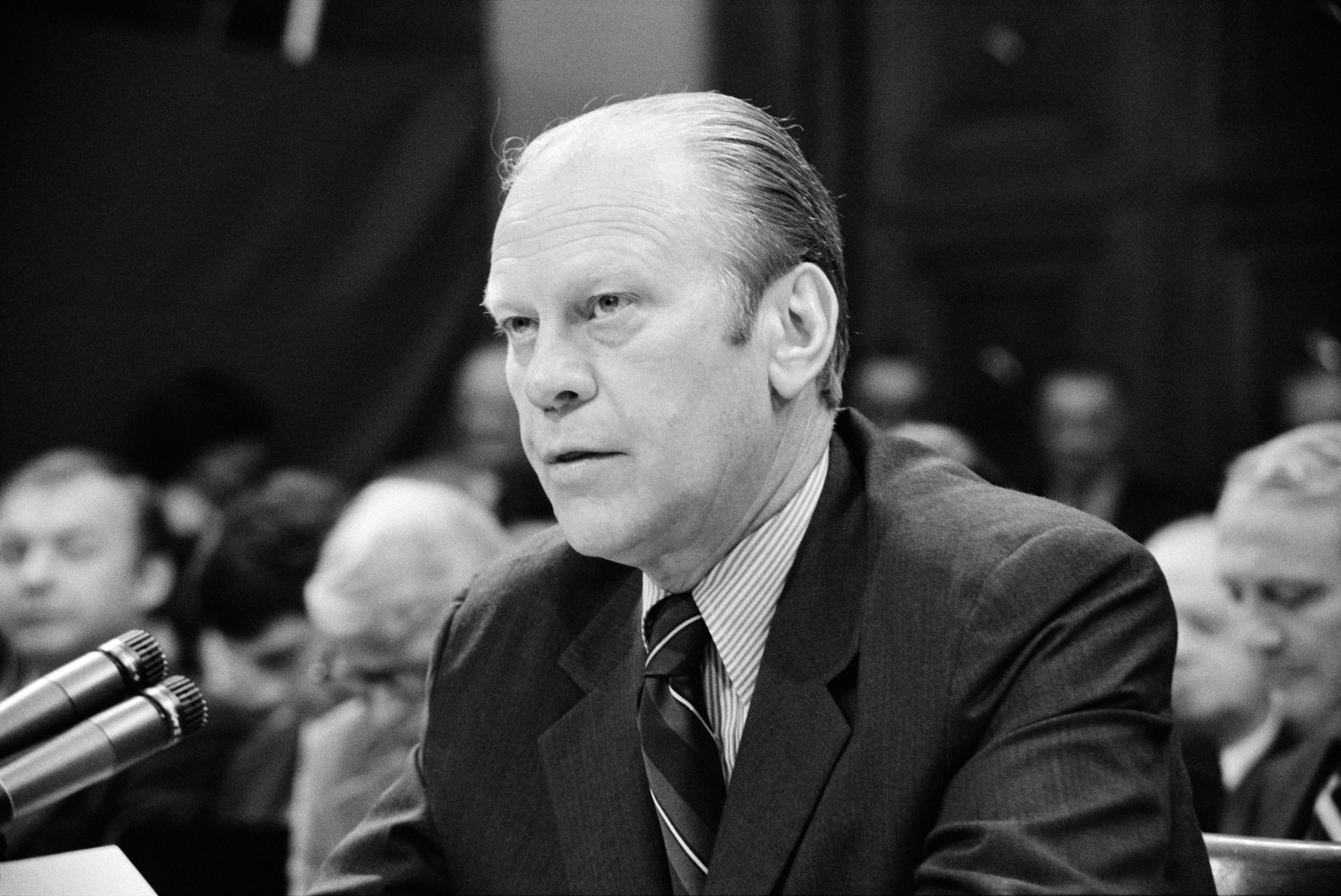
Президент Джеральд Форд на слушаниях в Судебной коллегии по поводу разбирательства о его помиловании Ричардом Никсоном (17 октября 1974 года).

Комитет был создан 6 июня 1813 года с целью рассмотрения дел, связанных с судебной системой. Этот комитет три раза одобрил положения об импичменте президентов: импичмент Эндрю Джонсона (1868 год), процесс импичмента против Ричарда Никсона (1974 год) и импичмент Билла Клинтона (1998 год).

### Предшествующие комитеты
- Комитет Палаты представителей США по претензиям: функции объединены в 1946 году
- Комитет Палаты представителей США по иммиграции и натурализации: функции объединены в 1946 году
- Комиссия по расследованию антиамериканской деятельности: функции объединены в 1975 году
- Комитет Палаты представителей США по патентам: функции объединены в 1946 году
- Комитет Палаты представителей США по пересмотру законов: функции объединены в 1946 году
- Комитет Палаты представителей США по военным требованиям: функции объединены в 1946 году

## Члены

### 118-й конгресс
| Большинство(республиканцы) | Меньшинство(демократы) |
| --- | --- |
| - Джим Джордан, Огайо, председатель - Даррелл Исса, Калифорния - Кен Бак, Колорадо - Мэтт Гаец, Флорида - Майк Джонсон, Луизиана - Энди Биггс, Аризона - Том МакКлинток, Калифорния - Томас П. Тиффани, Висконсин - Томас Мэсси, Кентукки - Чип Рой, Техас - Дэн Бишоп, Северная Каролина - Виктория Спартц, Индиана - Скотт Фиджеральд, Висконсин - Клифф Бенц, Орегон - Бен Клин, Вирджиния - Лэнс Гудэн, Техас - Джефферсон Ван Дрю, Нью-Джерси - Барри Мур, Алабама - Трой Нехлс, Техас - Рассел Фрай, Южная Каролина - Харриет Фагеман, Вайоминг - Вэсли Хант, Техас - Кевин Кили, Калифорния - Лорел Ли, Флорида - Натаниэль Моран, Техас | - Джерральд Надлер, Нью-Йорк, высокопоставленный член меньшинства - Зои Лофгрен, Калифорния - Шейла Джексон Ли, Техас - Стив Кохен, Техас - Генри С. "Хэнк" Джонсон, Джорджия - Адам Шифф, Калифорния - Дэвид Н. Чичилине, Род-Айленд - Эрик Свалвелл, Калифорния - Тед Лю, Калифорния - Прамила Джейпал, Вашингтон - Дж. Луис Корреа, Калифорния - Мэри Гей Скэнлон, Пенсильвания - Джо Негус, Колорадо - Люси МакБас, Джорджия - Мэдэлин Дэн, Пенсильвания - Вероника Эскобар, Техас - Дебора К. Росс, Северная Каролина - Кори Буш, Монтана - Гленн Ивей, Мэриленд |

## Подкомитеты
| Подкомитет | Председатель                              | Высокопоставленный член                                    |
| --- | ----------------------------------------- | ---------------------------------------------------------- |
| Подкомитет Палаты представителей США по Конституции и ограничениям правительства                                               | Майк Джонсон (Республиканец-Луизиана)     | Мари Гей Скэнлон (Демократ-Пенсильвания)                   |
| Судебный Подкомитет Палаты представителей США по судам, интеллектуальной собственности и Интернету                             | Даррелл Исса (Республиканец-Калифорния)   | Генри С. "Хэнк" Джонсон (Демократ-Джорджия)                |
| Юридический Подкомитет Палаты представителей США по преступности и надзору федерального правительства                          | Энди Биггс (Республиканец-Аризона)        | Шейла Джексон Ли (Демократ-Техас)                          |
| Юридический Подкомитет Палаты представителей США по иммиграционной честности, безопасности и правоприменению                   | Том МакКлинток (Республиканец-Калифорния) | Зои Лофгрен (Демократ-Калифорния)                          |
| Подкомитет Палаты представителей США по административному устройству, регулированию реформ и антимонопольному законодательству | Томас Мэсси (Республиканец-Кентукки)      | Дэвид Чичиллине (Демократ-Род-Айленд)                      |
| Подкомитет Палаты представителей США по ответственности и подотчетности перед надзором                                         | Бен Клин (Республиканец-Вирджиния)        | Эрик Свалвелл (Демократ-Калифорния)                        |
| Выборный Подкомитет Палаты представителей США по вооружению федерального правительства                                         | Джим Джордан (Республиканец-Огайо)        | Стейси Пласкетт (Демократ-Американские Виргинские острова) |

## Оперативные группы

### Целевая антимонопольная Группа: 108-й Конгресс
Председатель: Джим Сенсенбреннер (Республиканец-Висконсин); Вышестоящий член: Джон Коньерс (Демократ-Мичиган)
Антимонопольная целевая группа на 108-М Конгрессе существовала с 26 марта 2003 года по 26 сентября 2003 года. Все члены судебного комитета также являются членами целевой группы и проводят слушания и расследования по вопросу о консолидации телефонных компаний "Белл".